# Euroscience Open Forum
Beim Euroscience Open Forum (ESOF) handelt es sich um eine gesamteuropäische Wissenschaftskonferenz. Sie wird von der Graswurzelorganisation Euroscience ausgerichtet und versteht sich als Schaufenster der Europäischen Wissenschaft. Vorbild waren die US-amerikanischen AAAS-Konferenzen. ESOF findet seit 2004 alle zwei Jahre statt. Ein erklärtes Ziel ist es, Wissenschaft und Gesellschaft zusammenzubringen und über wissenschaftspolitische Entwicklungen zu reflektieren. Die Foren dauern in der Regel fünf Tage. 2012 nahmen daran rund 5.000 Personen teil, darunter fünf Nobelpreisträger. Rund 500 Vortragende gestalteten ca. 120 Sitzungen.
ESOF zeichnet aus, dass neben dem wissenschaftlichen Programm mit "Science in the City" stets parallel ein Festival in der Gastgeber-Stadt stattfindet. Ein "Career Programme" unterstützt junge Wissenschaftler in beruflichen Anliegen. Während der Tagung präsentieren sich Forschungseinrichtungen und Unternehmen in einem Messebereich.
Bisherige Veranstaltungsorte:
- Stockholm (2004)
- München (2006)
- Barcelona (2008)
- Turin (2010)
- Dublin (2012)
- Kopenhagen (2014)
- Manchester (2016)
- Toulouse (2018)

2020 findet das ESOF in Triest und 2022 in Leiden statt.